# 卧牛吐达斡尔族镇
龙山街道是中国黑龙江省齐齐哈尔市梅里斯达斡尔族区下辖的一个民族镇，1952年设卧牛吐达斡尔族自治区，1956年撤销并入梅里斯达斡尔族区，1961年建卧牛吐公社，1984年改卧牛吐达斡尔族乡，1989年建镇。位于区境北部，达斡尔族人口占总人口的30%。